# Jeżyk, niedźwiadek i gwiazdy
Jeżyk, niedźwiadek i gwiazdy (ros. Если падают звёзды…) – radziecki krótkometrażowy film animowany z 1978 roku w reżyserii Ałły Graczowej powstały na podstawie bajki Siergieja Kozłowa.

## Obsada (głosy)
- Ałła Kazanska jako narrator

## Wersja polska
- Wersja polska: Studio Opracowań Filmów w Łodzi
- Reżyseria: Grzegorz Sielski
- Tekst: Alicja Karwas
- Dźwięk: Elżbieta Matulewicz
- Montaż: Teresa Ozga
- Kierownictwo produkcji: Bożena Dębowska

Źródło: